# موری اوکیموتو
موری اوکیموتو (به ژاپنی: 毛利興元 Mōri Okimoto) (۱۴۹۲ – ۲۱ سپتامبر، ۱۵۱۶) یک دایمیو و رهبر خاندان موری در دوره سنگوکو بود.